# M300
M300 är en serie tunnelbanevagnar ägda av Huvudstadsregionens Stadstrafik Ab i Finland. De sammanlagt 20 tunnelbanevagnarna är tillverkade av Construcciones y Auxiliar de Ferrocarriles (CAF) under åren 2014–2016.